# Perú en la Copa América 1939
La selección de fútbol del Perú fue uno de los cinco equipos participantes en la Copa América 1939. La Blanquirroja hizo de local, el torneo fue desarrollado en la capital Lima; se celebró entre el 15 de enero hasta 12 de febrero de 1939. El seleccionado peruano disputó su cuarta Copa América, consagrándose campeón por primera vez en su historia.
La selección ganó todos sus encuentros durante el torneo, en el primer partido venció por 5-2 a Ecuador, luego derroto por 3-1 a  Chile, 3-0 a Paraguay y se coronó campeón tras vencer por 2-1 a Uruguay, cerrando así la campaña de manera invicta y con una efectividad de 100 %.
El goleador del equipo, así como del torneo fue Lolo Fernández, que anotó 7 goles, convirtiéndose así en el primer jugador peruano en ser goleador de la Copa América.
El primer título de Perú significo también el primer campeonato de una selección del Pacifico, logro que además duró por 62 años ya que le permitió ser la única selección del Pacifico en ser campeón de América durante ese tiempo.

## Plantel
Plantel de la selección peruana.
| Nombre            | Posición      | Edad | Club                      |
| ----------------- | ------------- | ---- | ------------------------- |
| Juan Honores      | Arquero       | 23   | Universitario             |
| Juan Valdivieso   | Arquero       | 28   | Alianza Lima              |
| Raúl Chappell     | Defensa       | 27   | Sport Boys                |
| Arturo Fernández  | Defensa       | 32   | Universitario             |
| Juan Quispe       | Defensa       | 24   | Alianza Lima              |
| Rafael León       | Defensa       |      | Atlético Chalaco          |
| Segundo Castillo  | Mediocampista | 25   | Sport Boys                |
| Feder Larios      | Mediocampista |      | Alfonso Ugarte de Chiclín |
| Pablo Pasache     | Mediocampista | 23   | Deportivo Municipal       |
| Jorge Parró       | Mediocampista |      | Deportivo Municipal       |
| Enrique Perales   | Mediocampista | 24   | Universitario             |
| Carlos Tovar      | Mediocampista | 24   | Universitario             |
| Jorge Alcalde     | Delantero     | 27   | Sport Boys                |
| Teodoro Alcalde   | Delantero     | 25   | Sport Boys                |
| Alberto Baldovino | Delantero     | 21   | Universitario             |
| Víctor Bielich    | Delantero     | 22   | Deportivo Municipal       |
| Teodoro Fernández | Delantero     | 25   | Universitario             |
| Pedro Ibáñez      | Delantero     |      | Sport Boys                |
| Adolfo Magallanes | Delantero     | 25   | Alianza Lima              |
| Arturo Paredes    | Delantero     | 25   | Sport Boys                |
| César Socarraz    | Delantero     | 19   | Universitario             |
| Pedro Reyes       | Delantero     |      | Ciclista Lima             |

## Participación
Perú se estrenó con victoria ante Ecuador por 5-2 con un triplete de Lolo Fernández y un doblete de Jorge Alcalde
, en el siguiente partido la selección se enfrentó ante su clásico rival Chile, en donde la «blanquirroja» salió victoriosa, el cuadro inca se adelanto con un gol de Lolo Fernández, sin embargo Alfonso Domínguez puso las tablas al minuto 55', al minuto 65' nuevamente Lolo adelante de nuevo a la selección, esta vez de penal remontando el partido y la cereza fue el gol al minuto 80' de Alcalde.

### Resultados
| Equipo   | Pts. | PJ | PG | PE | PP | GF | GC | Dif |
| -------- | ---- | -- | -- | -- | -- | -- | -- | --- |
| Perú     | 8    | 4  | 4  | 0  | 0  | 13 | 4  | +9  |
| Uruguay  | 6    | 4  | 3  | 0  | 1  | 13 | 5  | +8  |
| Paraguay | 4    | 4  | 2  | 0  | 2  | 9  | 8  | +1  |
| Chile    | 2    | 4  | 1  | 0  | 3  | 8  | 12 | –4  |
| Ecuador  | 0    | 4  | 0  | 0  | 4  | 4  | 18 | –14 |

| 15 de enero de 1939 | Perú                                      | 5:2 (3:0) | Ecuador          | Estadio Nacional, Lima                                   |                                                          |
|                     | Fernández 6', 34', 77' · Alcalde 16', 58' |           | 55', 89' Alcívar | Asistencia: 10 000 espectadores Árbitro(s): Carlos Puyol | Asistencia: 10 000 espectadores Árbitro(s): Carlos Puyol |

| 22 de enero de 1939 | Perú                                    | 3:1 (0:0) | Chile         | Estadio Nacional, Lima                                 |                                                        |
|                     | Fernández 46', 65' (pen.) · Alcalde 80' |           | 55' Domínguez | Asistencia: 6000 espectadores Árbitro(s): Carlos Puyol | Asistencia: 6000 espectadores Árbitro(s): Carlos Puyol |

| 29 de enero de 1939 | Perú                             | 3:0 (2:0) | Paraguay | Estadio Nacional, Lima                                     |                                                            |
|                     | Fernández 11', 30' · Alcalde 78' |           |          | Asistencia: 15 000 espectadores Árbitro(s): Alfredo Vargas | Asistencia: 15 000 espectadores Árbitro(s): Alfredo Vargas |

| 12 de febrero de 1939 | Perú                     | 2:1 (2:1) | Uruguay   | Estadio Nacional, Lima                                     |                                                            |
|                       | Alcalde 7' · Bielich 35' |           | 44' Porta | Asistencia: 40 000 espectadores Árbitro(s): Alfredo Vargas | Asistencia: 40 000 espectadores Árbitro(s): Alfredo Vargas |